# Classe Wasp
La classe Wasp è una serie di navi portaerombili d’assalto anfibio (LHD), composta da otto unità, in servizio con la Marina degli Stati Uniti a partire dal 1989.
La classe Wasp è un'evoluzione di quella Tarawa, della quale ha mantenuto molte caratteristiche. Elemento determinante dell'evoluzione di questa linea di navi da guerra è stato l'impiego di aerei V/STOL tipo Harrier e F-35B.
Questi aerei, che occasionalmente erano imbarcati anche sulle navi classe Iwo Jima e la cui presenza divenne abituale sulle Tarawa, sono mezzi molto capaci che hanno bisogno di molte parti e armi.
In linea con questa necessità, la classe Wasp introduce più ampi depositi per i velivoli e aumenta in grandezza rispetto alle già considerevoli dimensioni delle Tarawa (249,9 m di lunghezza). Per questi motivi, le navi di classe Wasp possono essere considerate portaerei d'assalto anfibio e non solo portaelicotteri.
Le Wasp non hanno i cannoni da 127 mm delle classi precedenti, ma imbarca lanciamissili difensivi RIM-116 RAM.

## Unità
- USS Wasp (LHD-1) di base a Norfolk, Virginia
- USS Essex (LHD-2) di base a Sasebo, Giappone
- USS Kearsarge (LHD-3) di base a Norfolk, Virginia
- USS Boxer (LHD-4) di base a San Diego, California
- USS Bataan (LHD-5) di base a Norfolk, Virginia
- USS Bonhomme Richard (LHD-6) di base a San Diego, California
- USS Iwo Jima (LHD-7) di base a Norfolk, Virginia
- USS Makin Island (LHD-8) di base a San Diego, California

## Galleria d'immagini

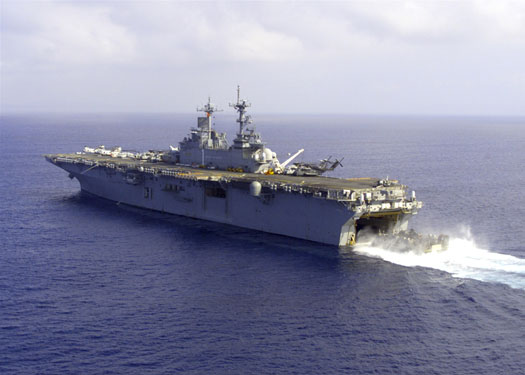
USS Wasp (LHD-1)
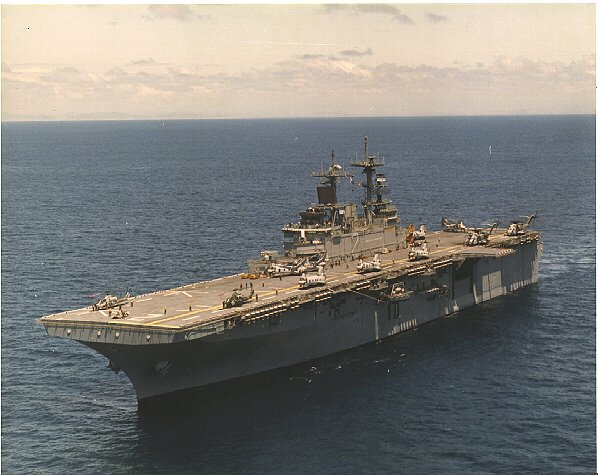
USS Essex (LHD-2)
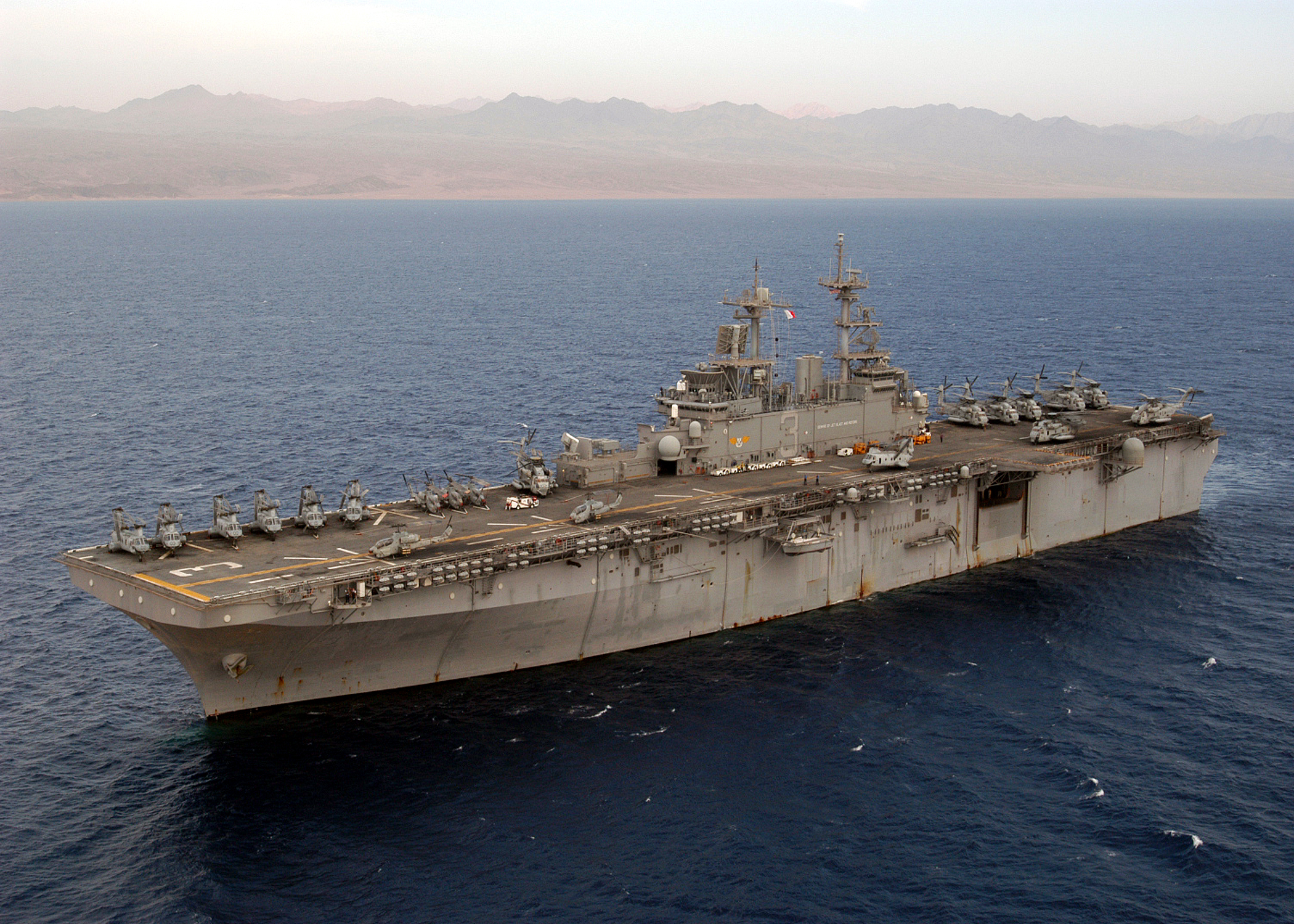
USS Kearsarge (LHD-3)
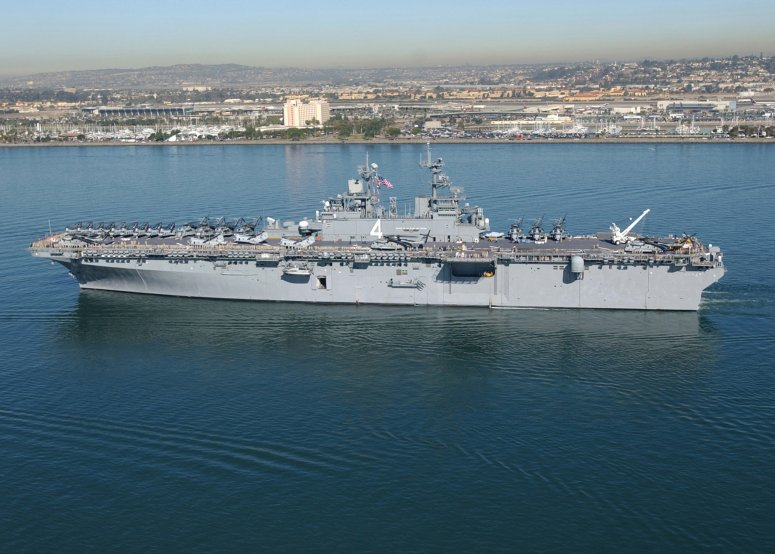
USS Boxer (LHD-4)
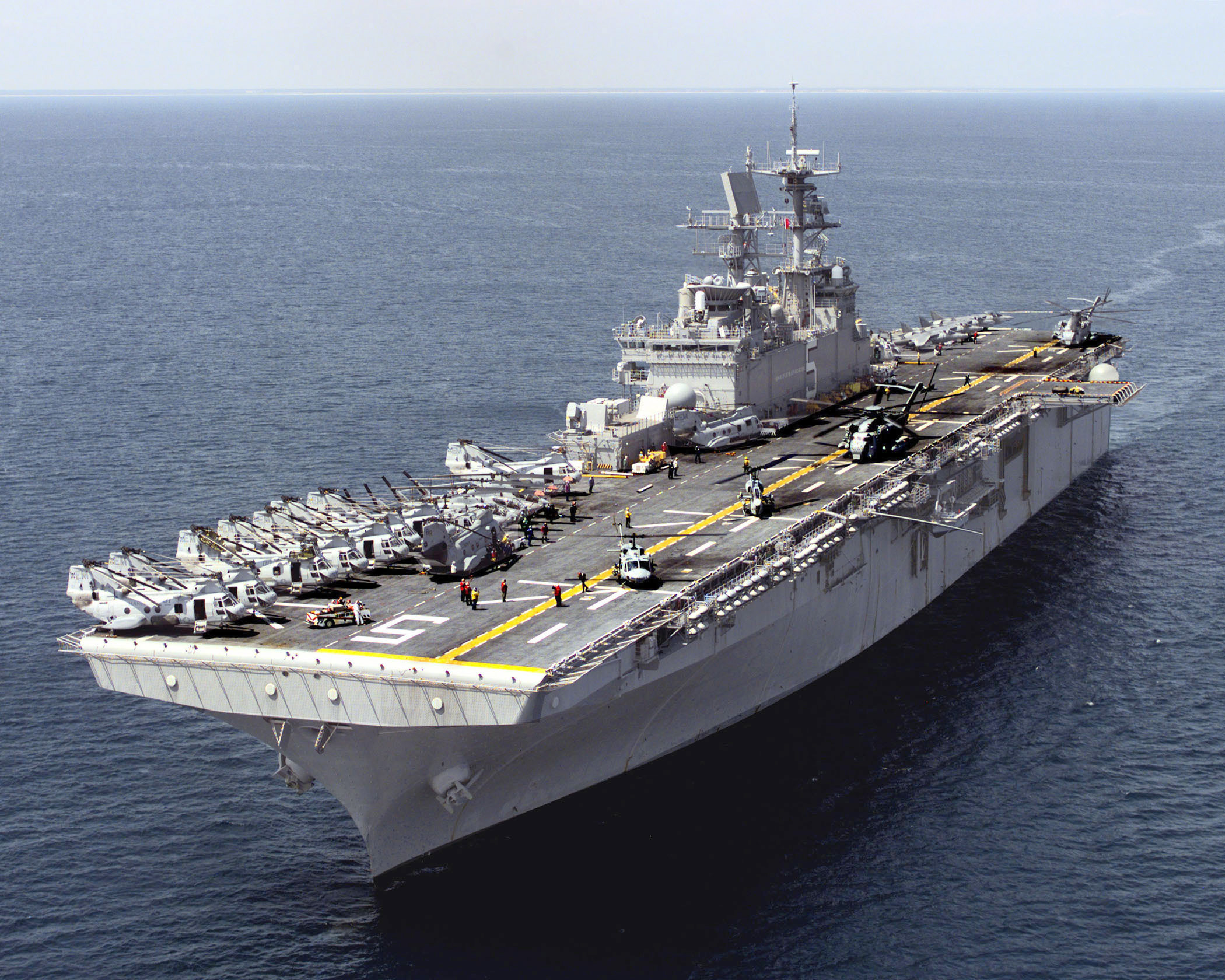
USS Bataan (LHD-5)
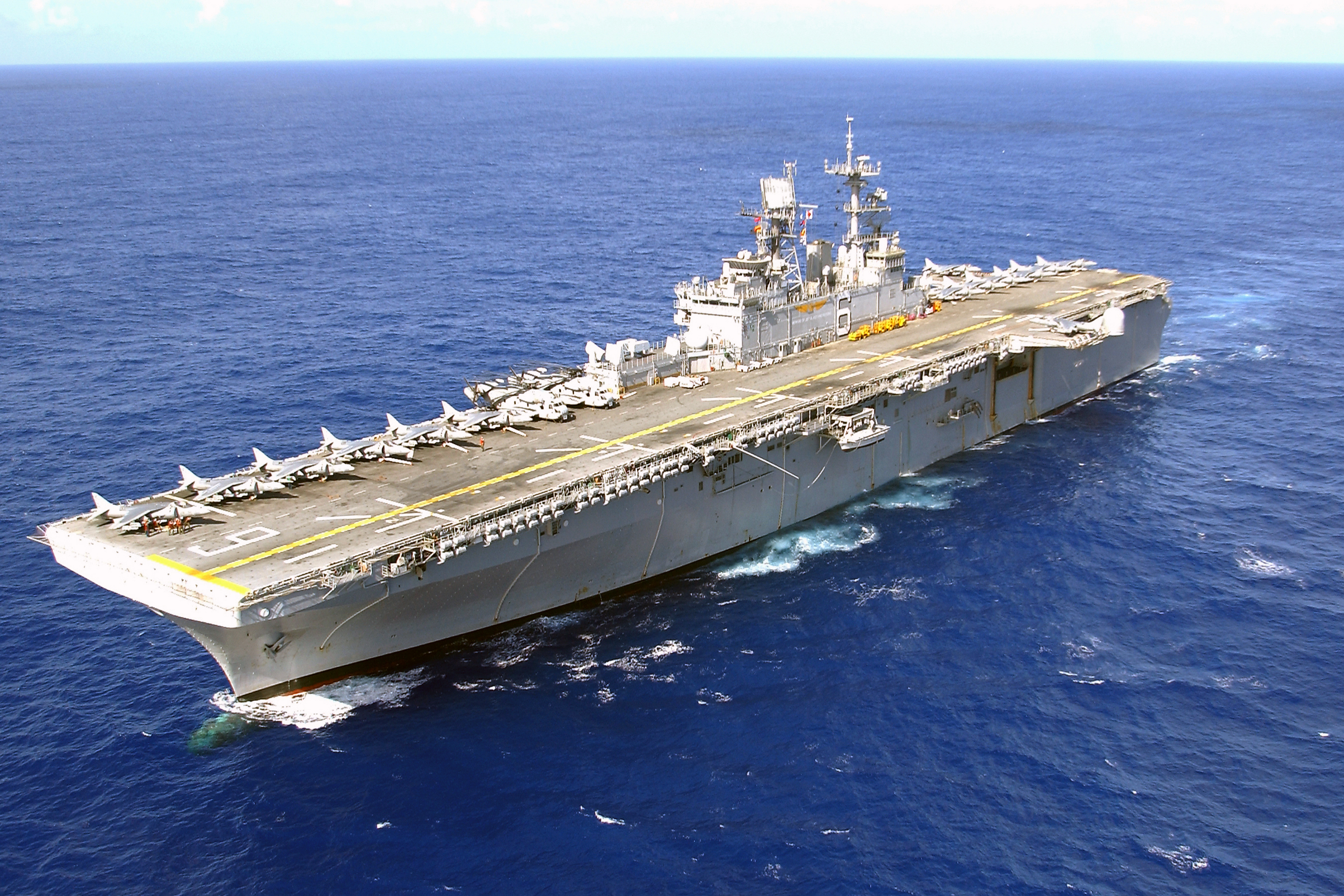
USS Bonhomme Richard (LHD-6)
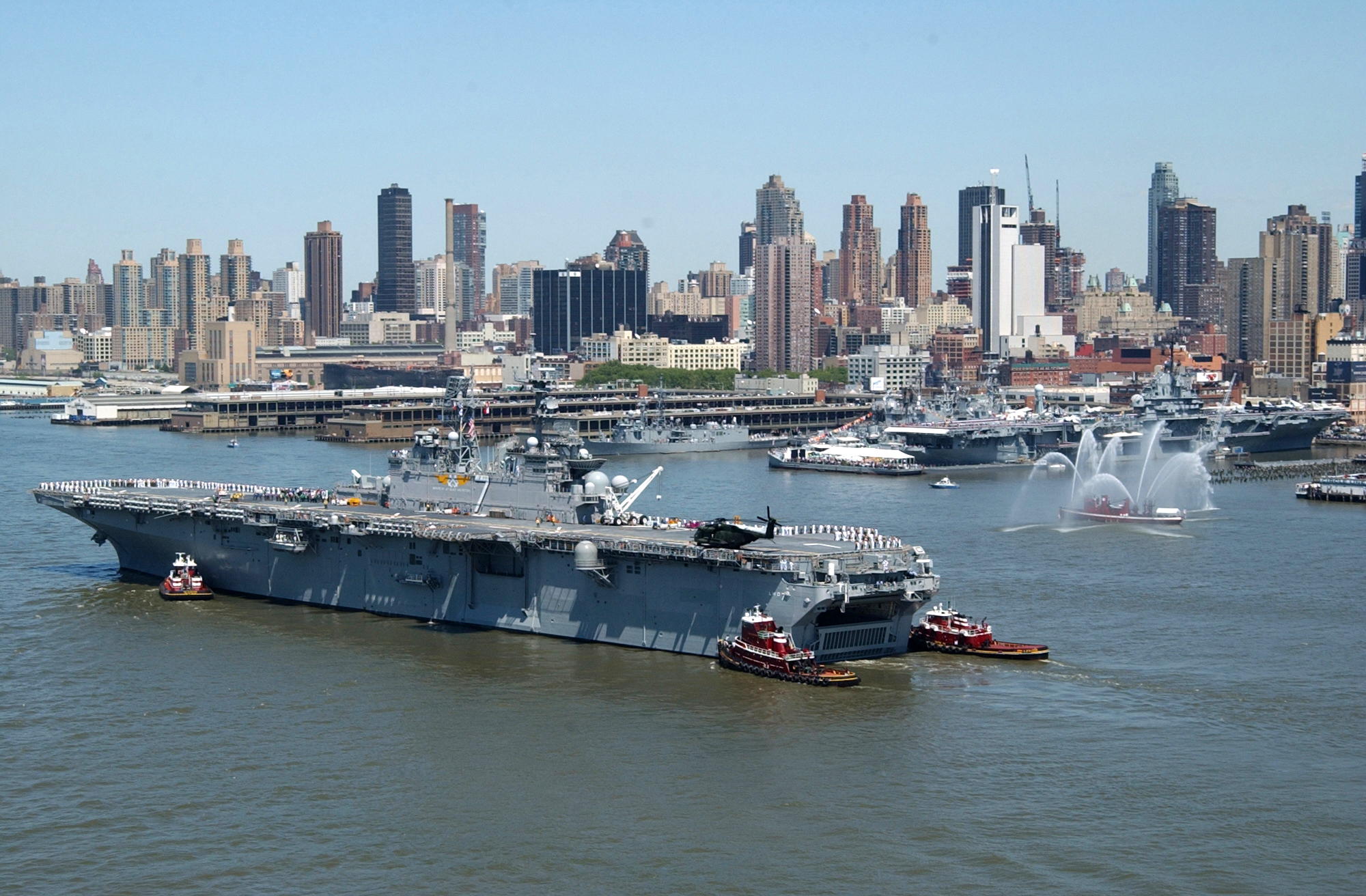
USS Iwo Jima (LHD-7)
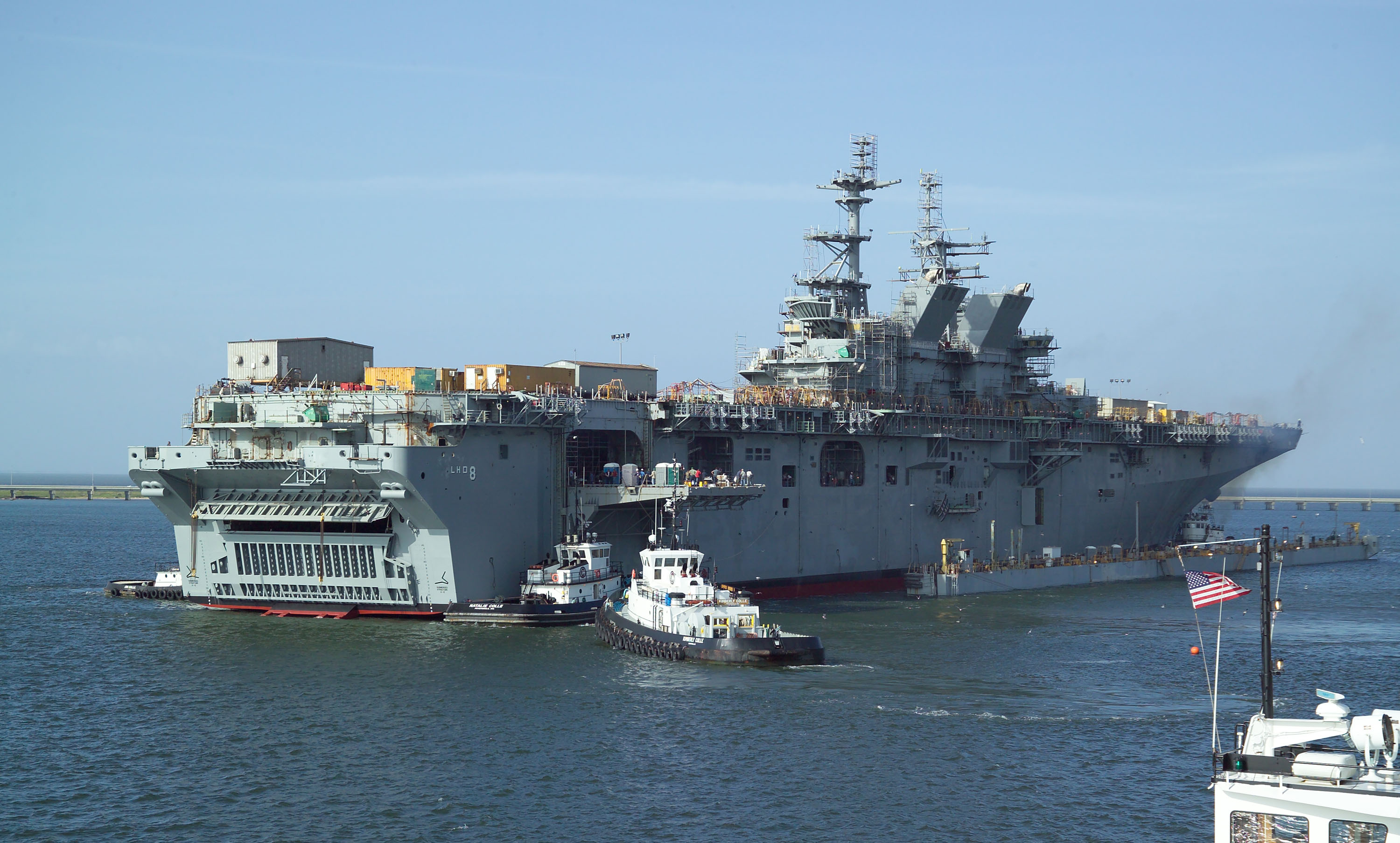
USS Makin Island (LHD-8)